# 古欽
51°41′12″N 31°3′4″E / 51.68667°N 31.05111°E
古欽（烏克蘭語：Гучин），是烏克蘭北部的村莊，隸屬切爾尼希夫州的切爾尼希夫區。該村始建於1714年，面積0.92平方公里，海拔高度131米，2001年人口256，人口密度每平方公里278.3人。